# Tõdu
Koordinaten: 58° 8′ N, 26° 53′ O
Tõdu (deutsch Tödwenshof) ist ein Dorf (estnisch küla) im Südosten Estlands. Es gehört zur Landgemeinde Kanepi (bis 2017 Kõlleste) im Kreis Põlva.
Das Dorf hat 30 Einwohner (Stand 31. Dezember 2021). Seine Fläche beträgt 6,35 km².
Der Ort liegt 32 Kilometer nordwestlich der Stadt Võru.